# Onil (Hiszpania)
Onil – gmina w Hiszpanii, w prowincji Alicante, we wspólnocie autonomicznej Walencja, o powierzchni 48,41 km². W 2011 roku liczyła 7697 mieszkańców.